# Tor prądowy
Tor prądowy (ang. current circuit) – służy do przewodzenia prądu elektrycznego i najczęściej ma postać odpowiednio ukształtowanego przewodu, żyły kabla lub uzwojenia. Tory prądowe są zazwyczaj elementami tzw. obwodów ziemnopowrotnych, czyli zawierających ziemię (traktowaną jako ośrodek przewodzący lub półprzewodzący).